# Mémorandum de Moscou de 1997
Le mémorandum de Moscou de 1997, également connu sous le nom de mémorandum Primakov (du nom du ministre russe des Affaires étrangères de l'époque, Yevgeny Primakov), est un accord régissant les relations entre la Moldavie et la Transnistrie visant à résoudre le conflit en Transnistrie. Traduit du texte original russe, le titre officiel complet du document est mémorandum sur les principes de normalisation des relations entre la république de Moldova et la Transnistrie.
L'importance historique du mémorandum suit la nécessité pour Tiraspol et Chișinău de normaliser leurs relations à la suite de la guerre de Transnistrie de 1992.
Il est signé à Moscou le 8 mai 1997 par le président moldave Petru Lucinschi et le président transnistrien Igor Smirnov, avec la médiation de la fédération de Russie, de l'Ukraine et de Niels Helveg Petersen au nom de la mission de l'Organisation pour la sécurité et la coopération en Europe en Moldavie.
Conformément à la clause finale du mémorandum, les relations entre la république de Moldavie et la Transnistrie seront développées dans le cadre d'un État commun, à l'intérieur des frontières de la RSS de Moldavie. La fédération de Russie et l'Ukraine se sont déclarées prêtes à se porter garantes du respect du statut de la Transnistrie, ainsi que des dispositions du mémorandum. Chişinău et Tiraspol décident de soutenir l'établissement de relations juridiques et étatiques : la coordination des décisions mutuelles, y compris en ce qui concerne la délimitation et la délégation des prérogatives, la sauvegarde de la sécurité mutuelle, la participation transnistrienne au processus de réalisation de la politique étrangère de la république de Moldova. Le mémorandum donne également à la Transnistrie le droit de mener de manière indépendante une activité économique étrangère, bien que plus tard les dispositions du mémorandum auront des interprétations juridiques et politiques très divergentes à Chişinău et à Tiraspol.
Les parties réaffirment le cessez-le-feu de 1992 et demandent à la Russie, à l'Ukraine et à l'OSCE de poursuivre leurs efforts de médiation. Les deux parties conviennent que la région du Dniestr aura le droit d'établir et de maintenir unilatéralement des contacts internationaux dans les domaines économique, scientifique et technique et culturel.